# Тачикава
Тачикава (јап. 立川市) град је у Јапану у префектури Токио. Према попису становништва из 2005. у граду је живело 172.566 становника.

## Становништво
Према подацима са пописа, у граду је 2005. године живело 172.566 становника.
| 1995.   | 2000.   | 2005.   |
| ------- | ------- | ------- |
| 157.884 | 164.709 | 172.566 |